# Хилл, Абрахам
Абрахам Хилл (англ. Abraham Hill, 19 апреля 1633, Лондон — 5 февраля 1721) — британский торговец, один из основателей Лондонского королевского общества.

## Биография
Был крещён 16 июня 1635 года в лондонской церкви святого Диониса. Его отец, Ричард Хилл, торговец и олдермен, был назначен Долгим парламентом летом 1642 года казначеем конфискованного имущества и исполнял эту должность до 1649 года. Его мать, Агнес Треволла, была дочерью Томаса Треволла из Мевагисси (Thomas Trewolla of Mevagissey) из Корнуолла. Абрахам присоединился к отцовскому предприятию и преуспел, однако также проявил интерес к философии, собиранию книг и нумизматике. После смерти отца в январе 1660 года унаследовал его состояние в переселился в Грешем-колледж. Перечислен как один из советников Королевского общества в королевской хартии от 22 апреля 1662 года. С 30 ноября 1663 года по 30 ноября 1665 и с 1 декабря 1679 года по 30 ноября 1700 был казначеем общества. С восшествием на престол Вильгельма III и Марии II в 1689 году стал уполномоченным по торговле. После того, как Джон Тиллотсон стал архиепископом Кентерберийским в 1691 году стал при нём ревизором (англ. comptroller). В следующее царствование Хилл оставил пост в торговой палате и удалился в своё поместье в Саттон-ат-Хоуне, Кент, которое приобрёл в 1665 году. Скончался 5 февраля 1721 года и был погребён в алтаре церкви Саттона.
Абрахам Хилл был женат дважды. Его первой женой была Анна (ум. 1661), дочь сэра Булстрода Уайтлока, с которой у него был сын Ричард (1660—1721) и дочь Френсис (1658—1736). Во втором браке с Элизабет (1644—1672), дочерью Майкла Пратта из Бромли-бай-Боу, детей не было.
Абрахам Хилл является автором биографии математика Исаака Барроу, впервые изданной в 1683 году и впоследствии переиздававшейся. Сборник писем Хилла издал Томас Эстл в 1767 году. Архив Хилла хранится в Британском музее.